# Lofat

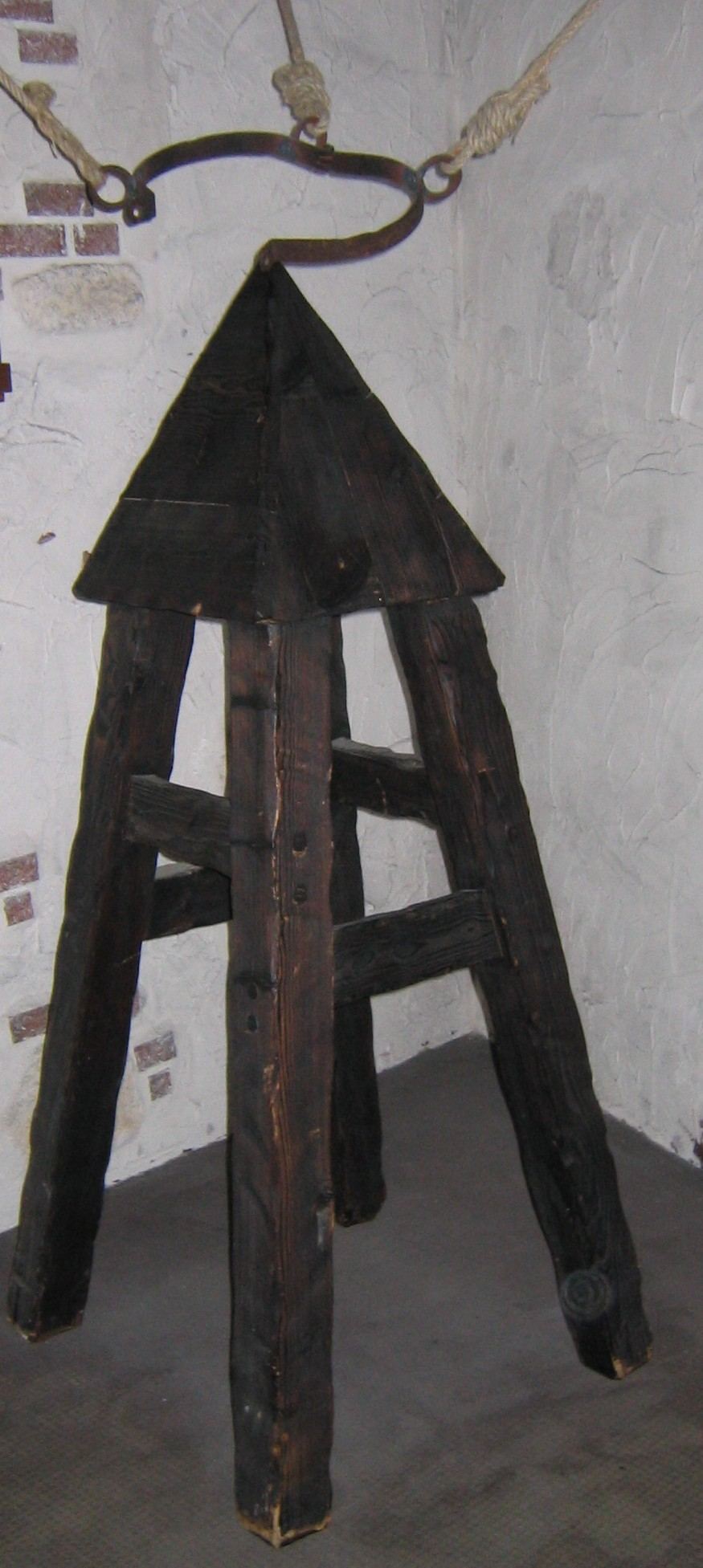
A lofat, azaz "Júdásszék"

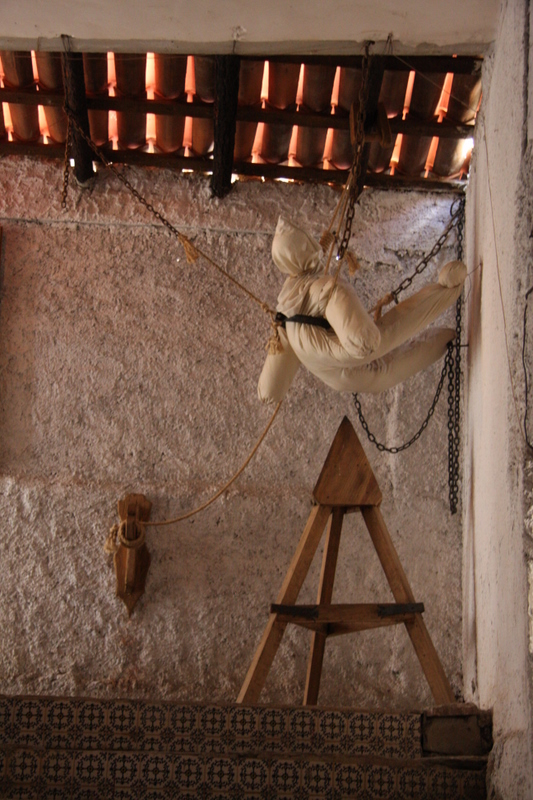
Júdásszék múzeumi tárgyként

A lofat egy középkori kínzóeszköz feltételezett neve. A források kétféle eszközt említenek: egy karót és egy fából készült, háromoldalú, piramisszerű emelvényt, ami a Júdásszék, Júdásbölcső néven is ismert spanyol inkvizíciós eszközhöz hasonlít. A piramis csúcsára ültetett áldozatot a bokáihoz csomózott kötél segítségével húzták lefelé, míg a végbele szét nem repedt. A kínzás általában nem volt halálos kimenetelű, de gyakran maradandó sérülést okozott. A karóbahúzás szintén a végbélen keresztül történt és ebbe a megkínzott bele is halt.

## A név
Az anatóliai török nyelvben a karót így mondják: lofat. Nyelvünkbe a XVI. században került, az ozmán katonaság szótárából s népkezelő gyakorlatából, már pusztán a nyársbahúzó karó jelentésében. Nyelvészek és pszichológusok méltán gondolkodtak el azon, hogy nyelvünk egyik leggyakoribb, de a képzeletre legiszonyatosabban ható átokmondása mért van összefüggésben épp a lóval. Volt tanulmány – mélylélektani –, amely az őslénykori szodomizmus szerencsésen fönnmaradt nyomait, sőt egy ősvallás elemeit vélte fölfedezni benne – egy ősien lovas népnél! Az etimológia ezt megdönti. Az átok nem mond egyebet, mint hogy: végezd török karón!
Az eszköz nevének eredete és jelentése nincs egyértelműen feltárva. A források lofat néven hivatkoznak rá, török eredetűnek említik, és állítólag innen származik a „lófasz a seggedbe”, azaz húzzanak karóba a törökök, illetve „Inog, mint bíró seggibe’ a lofat” vulgáris kifejezés. Azonban a lofat vagy lofathoz hasonló alakú és értelmű szó nem ismert a török nyelvben (a fasulye karóbabot jelent, a ’karó, cölöp’ pedig yığın, küme vagy istif), így nem kizárt, hogy ez csak városi legenda.